# Lüftner Cruises
Die Lüftner Cruises GmbH ist eine österreichische Reederei mit Sitz in Innsbruck, die Kreuzfahrten auf europäischen Flüssen anbietet. Ihre Schiffe fahren unter dem Markennamen Amadeus (Eigenschreibweise: AMADEUS).

## Geschichte
Die Firma Lüftner Cruises wurde 1994 von Wolfgang und Martina Lüftner gegründet und ist bis heute im Familienbesitz. Während in den Anfangsjahren ausschließlich gecharterte Schiffe zum Einsatz kamen, wurde 1997 mit dem Bau der Amadeus der Grundstein für die eigene Flotte gelegt.

## Flotte

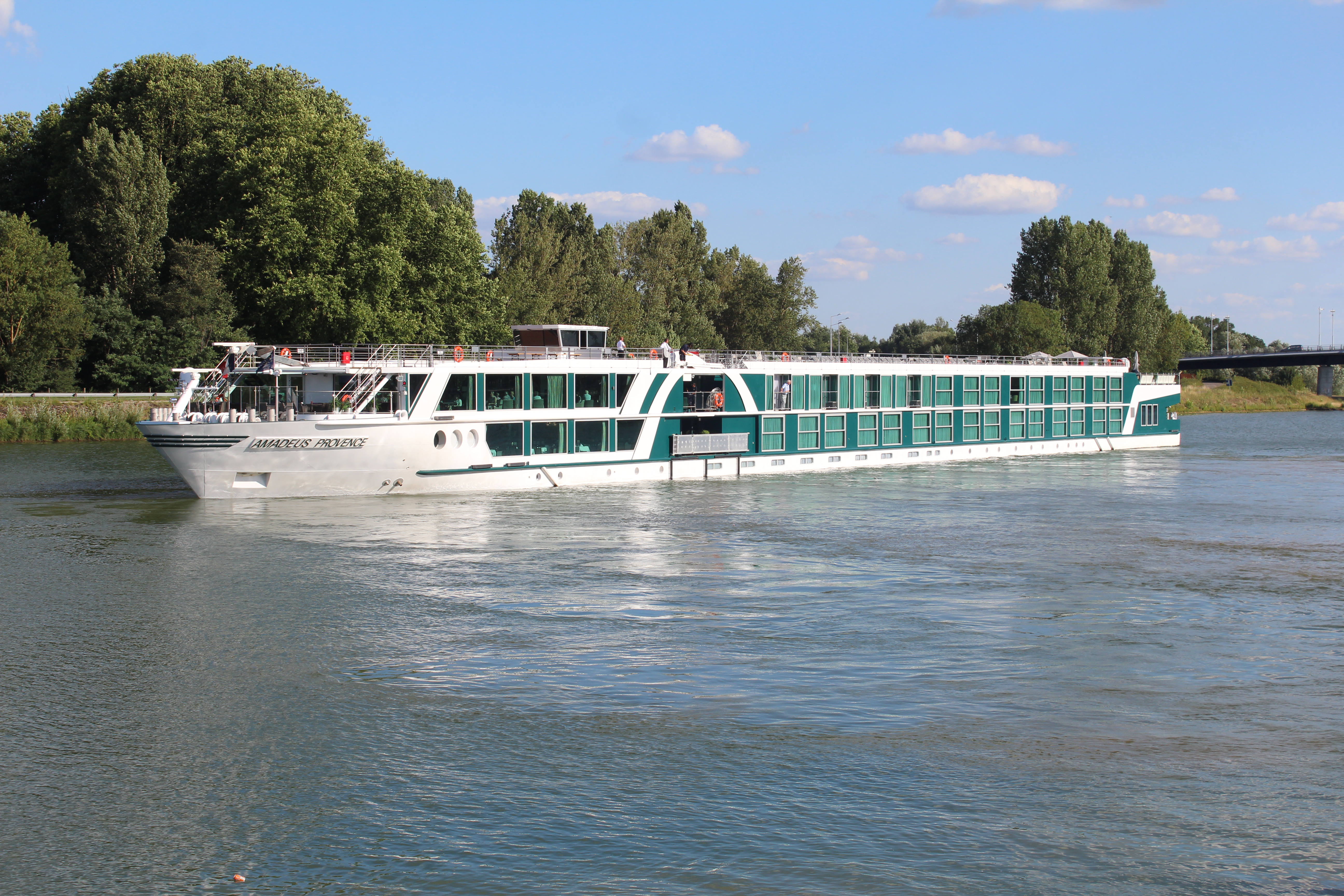
Amadeus Provence

Die Amadeus-Flotte von Lüftner Cruises umfasst 16 Schiffe, die in Österreich, der Slowakei, Serbien, Kroatien, Bulgarien, Rumänien, Ungarn, Deutschland, Frankreich sowie in Belgien und Holland unterwegs sind.
| Schiff             | Inbetriebnahme          | Größe        | Passagiere | Flagge |
| ------------------ | ----------------------- | ------------ | ---------- | ------ |
| Amadeus Nova       | 2024                    | 135 × 11,4 m | 158        | DE     |
| Amadeus Riva       | 2023                    | 135 × 11,4 m | 158        | DE     |
| Amadeus Cara       | 2022                    | 135 × 11,4 m | 162        | DE     |
| Amadeus Imperial   | 2020                    | 135 × 11,4 m | 168        | DE     |
| Amadeus Star       | 2019                    | 135 × 11,4 m | 164        | DE     |
| Amadeus Queen      | 2018                    | 135 × 11,4 m | 162        | DE     |
| Amadeus Provence   | 2017                    | 110 × 11,4 m | 140        | DE     |
| Amadeus Silver III | 2016                    | 135 × 11,4 m | 168        | DE     |
| Amadeus Silver II  | 2015                    | 135 × 11,4 m | 168        | DE     |
| Amadeus Silver     | 2013                    | 135 × 11,4 m | 180        | DE     |
| Amadeus Diamond    | 2009 (Renovierung 2019) | 110 × 11,4 m | 146        | DE     |
| Amadeus Brilliant  | 2011 (Renovierung 2020) | 110 × 11,4 m | 150        | DE     |
| Amadeus Elegant    | 2010                    | 110 × 11,4 m | 150        | DE     |
| Amadeus Princess   | 2006 (Renovierung 2020) | 110 × 11,4 m | 160        | DE     |
| Amadeus Royal      | 2005 (Renovierung 2015) | 110 × 11,4 m | 142        | DE     |

## Kreuzfahrten
Die Flotte kommt auf den Flüssen Donau, Rhein, Main, Mosel, Rhône, Saône und Seine sowie auf Hollands und Belgiens Wasserstraßen zum Einsatz. Neben klassischen Flusskreuzfahrten in ganz Europa werden auch spezielle Themenkreuzfahrten, etwa zu Golf und klassischer Musik angeboten.

## Auszeichnungen
- 2013: „Flussschiff des Jahres 2013“ (Amadeus Silver) vom Kreuzfahrt Guide[3]
- 2011: „Green Globe Highest Achievement Award 2011“ (Kategorie: Cruise) von Green Globe[4]